# Biwia yodoensis
Biwia yodoensis är en fiskart som beskrevs av Kawase och Tsuyoshi Hosoya 2010. Biwia yodoensis ingår i släktet Biwia och familjen karpfiskar. Inga underarter finns listade.
Arten är endast känd från floden Yodo i södra delen av ön Honshu i Japan. Ett exemplar hittades i Biwasjön lite längre norrut. Det är oklart om fyndet var tillfälligt eller om fisken är etablerad i sjön. Individerna vistas främst i långsam strömmande delar av floden och i angränsande kanaler med sand eller slam som grund.
Beståndet hotas av nya dammbyggnader och av andra förändringar av flodens lopp. Hela utbredningsområdet antas vara 200 km² stort. IUCN listar arten som starkt hotad (EN).